# Marcelo Stubrin
Marcelo Juan Alberto Stubrin (Nogoyá, 31 de enero de 1951) es un político y abogado argentino. Fue varias veces Diputado Nacional por la Unión Cívica Radical y por la Alianza por el Trabajo, la Justicia y la Educación.
Es hijo de Benjamín Stubrin, político y abogado radical de origen ucraniano. Fue uno de los fundadores de la Junta Coordinadora Nacional, durante la presidencia de Juan Carlos Onganía. Egresó de la Universidad Nacional del Litoral En 1983 fue elegido por primera vez Diputado Nacional, siendo reelecto en 1985, por la ciudad de Buenos Aires, y otra vez entre 1995 y 2003.A principios de los años 2000 quedaría vinculado al juez Eduardo Galeano con el que mantenía buenas relaciones, Tres de los miembros de la Comisión Bicameral de Seguimiento del caso AMIA defendieron ayer la actuación del suspendido juez federal Juan José Galeano. Los ex legisladores Carlos Soria, Melchor Cruchaga y Marcelo Stubrin negaron haber tenido conocimiento oficial de los 400 mil dólares que se pagaron a Carlos Telleldín, Galeano finalmente sería suspendido como juez ya que tendió a obstaculizar las investigaciones mediante “maniobras como pruebas y testigos falsos en la causa Amia
Integró el Consejo de la Magistratura, como miembro del poder legislativo. Durante la presidencia de Mauricio Macri, entre 2018 y 2019, se desempeñó como Embajador de la Argentina en Colombia.